# Kaliforniai földikakukk
A kaliforniai földikakukk (Geococcyx californianus) a madarak (Aves) osztályának kakukkalakúak (Cuculiformes) rendjébe, ezen belül a kakukkfélék (Cuculidae) családjába tartozó faj. Egyéb nevei: nagy futókakukk vagy gyalogkakukk.

## Előfordulása
Az Amerikai Egyesült Államok délnyugati részén és Mexikó északi részén található meg ez a madár. Elterjedése a Mojave-, a Sonora- és a Chihuaha-sivatagok bozótos-fás és ritka bozóterdős vidékeire korlátozódik.

## Alfajai
- Geococcyx californianus californianus
- Geococcyx californianus conklingi
- Geococcyx californianus dromicus
- Geococcyx californianus kongligi

## Megjelenése
Testhossza 60 centiméter, ebből a farka 20 centiméter, testtömege 190-270 gramm. Pontosan a két szárny között látható egy sötét bőrfolt; ez lehetővé teszi a nap melegének gyors felvételét, így a bőr és az alatta húzódó erek felmelegednek. Éjszakai merevsége után a kaliforniai földikakukk testhőmérséklete emelkedik, és az állat fürgévé válik. Nyakát futás közben kinyújtva, egyenesen tartja. A hosszú farkát irányváltáskor egyensúlyozásra használja. Lába erős, óránkénti 32-42 kilométeres sebességnél a kaliforniai földikakukk becslés szerint tizenkét lépést tesz meg másodpercenként. Tollazata a hátán, fején és begyén világosbarna, fekete és sötétbarna csíkokkal; a hasa fehér. Fején taréjszerűen feláll a toll.
|  |  |

## Életmódja
Általában magányosan él. Tápláléka rovarokból, gyíkokból, kígyókból, kisebb rágcsálókból és madarakból áll.

## Szaporodása
Az ivarérettséget egyéves korban éri el. Évente egyszer költ. A költési időszak március–április között van. A fészekben, ami egy kibélelt földmélyedés, 3-5 fehér tojás van. A legtöbb kakukkfélétől eltérően a kaliforniai földikakukk nem rakja a tojásait más madarak fészkébe. 17-19 napig kotlik a tojó. Kikelésükkor a fiókák csupaszok és feketék. A fiatal madarak 21 nap után repülnek ki.

## Érdekességek
A kaliforniai földikakukk és életmódja ihlette a Kengyelfutó gyalogkakukk (eredeti angol címén The Road Runner Show) című televíziós rajzfilmsorozatot, amelynek a címszereplő madár a főszereplője is egyben. Ez utóbbi élete a sorozat minden epizódjában jórészt abból áll, hogy menekül az őt üldöző prérifarkas elől, illetve rendszeresen borsot tör a ragadozó orra alá, túljárva annak eszén. Jelentős különbség a létező madárfaj és a rajzolt hasonmás között, hogy utóbbi szinte követhetetlen sebességgel tud száguldozni, míg a valóságban a földikakukk gyalogos végsebessége nem sokkal múlja felül a 30 km/órát.